# Томас Харис
Вилијам Томас Харис III (енгл. William Thomas Harris III; Џексон, 11. април 1940) амерички је књижевник. Познат је по серијалу романа о Ханибалу Лектеру. По свим његовим романима снимљени су филмови, од којих је најпознатији Кад јагањци утихну, награђен са неколико Оскара.

## Биографија
Рођен је у Џексону, Тенеси,, али се као дете са породицом преселио у градић Рич у Мисисипију. Године 1964. дипломирао је енглески језик на универзитету Бејлор у Вејку, Тексас. За време студија радио је као новинар за локалне новине. Године 1968. се преселио у Њујорк, где је био дописник агенције Асошијетед прес.  Године 1974. дао је отказ и почео писати "Црну недељу", свој први роман.
О његовом приватном животу се мало зна јер избегава публицитет. За време студија оженио се са колегиницом Харијет, са којом има ћерку Ен. Пар се развио 60-их година 20. века. Харисов колега, књижевник Стивен Кинг је изјавио да ако је за друге књижевнике писање понекад досадан посао, за Хариса је то као "писање на поду у агонији фрустрација". Харис је изјавио да је за њега "чин писања мучно искуство". Остао је близак са мајком (која је умрла 2011), са којом је одржавао честе контакте и прорађивао поједине делове романа који је у том тренутку писао.   Тренутно живи у јужној Флориди са својим дугогодишњом пратиљом Пејс Барнс, која ради у издавачкој делатности и која је по темпераменту, сасвим супротна Харису. Харисов пријатељ и књижевни агент Мортон Џенклоу је Хариса описао као "доброг момка, високог, брадатог и чудесно веселог. Воли кување и има старомодне манире."
Књижевник Џон Данинг је изјавио да је Харис "изузетно талентован."